# Carga de Planck
Em física, a carga de Planck, notada por {\displaystyle q_{P}}, é a quantidade de carga elétrica definida em termos de constante fundamentais. É a unidade de carga no sistema de unidades naturais conhecido como unidades de Planck. A carga de Planck é definida como
{\displaystyle q_{P}={\sqrt {4\pi \epsilon _{0}\hbar c}}={\sqrt {2ch\epsilon _{0}}}={\frac {e}{\sqrt {\alpha }}}}
onde:
{\displaystyle c\ } é a velocidade da luz no vácuo,
{\displaystyle h\ } é a constante de Planck,
{\displaystyle \hbar \equiv {\frac {h}{2\pi }}\ } é a constante reduzida de Planck,
{\displaystyle \epsilon _{0}\ } é a constante de permissividade do vácuo
{\displaystyle e\ } é a carga elementar
{\displaystyle \alpha \ }  = (137.03599911)−1 é a constante de estrutura fina.
Alguns sistemas de unidades (tais como unidades CGS Gaussianas) são definidas como {\displaystyle 4\pi \epsilon _{0}=1}, dando {\displaystyle q_{P}} a simples forma:
{\displaystyle q_{P}={\sqrt {\hbar c}}}
Este valor expresso no Sistema Internacional de Unidades é
{\displaystyle q_{P}\ } =  1.8755459 × 10 −18 C.
A carga de Planck é aproximadamente 11,706 vezes maior que a carga elementar do elétron.